# Christoph Lehmann
Pour les articles homonymes, voir Lehmann.
Christoph Lehmann, né le 28 décembre 1968, est un sauteur à ski suisse.

## Palmarès

### Jeux Olympiques
| Épreuve / Édition | Calgary 1988 |
| Petit Tremplin    | 56e          |
| Grand Tremplin    | 44e          |
| Par Equipes       | 8e           |

### Championnats du monde
| Épreuve / Édition | Lahti 1989 |
| Petit Tremplin    | 44e        |
| Grand Tremplin    | 53e        |

### Championnats du monde de vol à ski
| Épreuve / Édition | Vikersund 1990 |
| Individuel        | 38e            |

### Coupe du monde
- Meilleur classement final: 48e en 1988.
- Meilleur résultat: 9e.